# Eni Vasili
Eni Vasili (Tirana, 25 maggio 1976) è una giornalista, conduttrice televisiva e scrittrice albanese.

## Biografia
È nata il 25 maggio 1976 a Tirana, nella Repubblica Popolare Socialista d'Albania, ma ha proseguito gli studi universitari in Italia, laureandosi in comunicazione presso la Libera università di lingue e comunicazione IULM di Milano.
Ha iniziato la sua carriera nel giornalismo nel 1997 presso l'emittente radiotelevisiva statale Radio Televizioni Shqiptar (RTSH), lavorando nel reparto delle notizie. Dal 2005 al 2011 ha presentato il talk show politico Studio e Hapur sul canale Alsat (poi Albanian Screen), dirigendone anche il telegiornale. Nel 2013 col suo programma è passata a News24, mentre partire dal 2018 il programma, ribattezzato Open, è passato su Top Channel.
Nell'aprile 2025 è stata eletta dal Consiglio direttivo come direttrice generale di RTSH.